# Венгард (ракета-носій)
Венгард англ. Vanguard — американська ракета-носій, розроблена військово-морськими силами США для запуску першого американського супутника впродовж міжнародного геофізичного року. Ракета-носій Венгард розроблялась триступеневою, без бічних стабілізаторів, перший і другий ступені керувались двигунами в кардановому підвісі. В другому ступені також розташовувалась телеметрична система, інерційна система управління і автопілот. Третій ступінь стабілізувався обертанням перед розділенням обертовим механізмом, розташованим на другому ступені. Використовувалась за програмою Венгард з 1957 по 1959 роки. З одинадцяти спроб запуску супутника три були успішними.

## Історія
1955 року США оголосили плани з виведення наукового супутника на орбіту Землі під час міжнародного геофізичного року (МГР) 1957–1958. На той час існувало три ракети, що підходили для запуску апаратів на орбіту: Атлас SM-65 Військово-повітряних сил США; Редстоун SSM-A-14 армійського агентства балістичних ракет; і триступенева метеорологічна ракета Вайкінг RTV-N-12a військово-морських сил США.
Армійська ракета-носій, створена на базі бойової ракети Редстоун, могла першою запустити перший американський супутник. Однак був ризик несприйняття громадськістю причетності до її розробки народженого в Німеччині Вернера фон Брауна. Крім того, балістичні ракети Атлас і Редстоун були найперше військовими проєктами, які не хотіли уповільнювати для «вторинного» космічного запуску. Проєкт Венґард розробляла дослідницька лабораторія військово-морських сил США англ. Naval Research Laboratory (NRL), що вважалась більше науковою, ніж військовою організацією. Це допомогло показати невійськову мету супутникової програми, що було дуже важливим, оскільки точилась дискусія про допустимість чи заборону прольотів супутника над іншими країнами.
В серпні 1955 року спеціальний комітет міністерства оборони США обрав проєкт NRL, названий Венґард, для запуску супутника під час МГР. Компанію Мартін, що також будувала Вайкінг, обрали головним підрядником для будівництва ракети-носія.

## Запуски
Використовувались дві модифікації ракети-носія: TV, англ. Test Vehicle (експериментальний апарат), SLV, англ. Space Launch Vehicle (космічна ракета-носій).
Здійснено 12 запусків: один пробний (TV2), чотири запуски експериментальних ракет (TV3, TV3BU, TV4, TV5), шість запусків ракет-носіїв (SLV-1, SLV-2, SLV-3, SLV-4, SLV-5, SLV-6), один запуск експериментальної ракети з покращеним третім ступенем (TV-4BU).
| Дата                 | Політ          | Тип супутника (маса в кг) | Пояснення |
| -------------------- | -------------- | ------------------------- | --- |
| 23 жовтня 1957 року  | Венґард TV2    |                           | Перший пробний запуск (з макетами другого і третього ступенів), успішно розділились перший і другий ступені. |
| 6 грудня 1957 року   | Венґард TV3    | Венґард 1 (1,36)          | Перший повноцінний запуск (з супутником). Вибух після зльоту.                                                |
| 5 лютого 1958 року   | Венґард TV3BU  | Венґард 1 (1,36)          | Несправність в системі управління, вибух.                                                                    |
| 17 березня 1958 року | Венґард TV4    | Венґард 1 (1,47)          | Виведено супутник Венґард 1.                                                                                 |
| 28 квітня 1958 року  | Венґард TV5    | Венґард 1 (10)            | Не відокремився третій ступінь.                                                                              |
| 27 травня 1958 року  | Венґард SLV-1  | Венґард 2 (10)            | Неправильна траєкторія третього ступеня.                                                                     |
| 26 червня 1958 року  | Венґард SLV-2  | Венґард 2 (10)            | Після відокремлення другого ступеня вимкнувся двигун.                                                        |
| 26 вересня 1958 року | Венґард SLV-3  | Венґард 2 (10)            | Третій ступінь не розвинув достатньої швидкості.                                                             |
| 17 лютого 1959 року  | Венґард SLV-4  | Венґард 2 (9,8)           | Виведено супутник Венґард 2.                                                                                 |
| 13 квітня 1959 року  | Венґард SLV-5  | Венґард 3 (10,3)          | Збій в роботі другого ступеня.                                                                               |
| 22 червня 1959 року  | Венґард SLV-6  | Венґард 3 (10,3)          | Збій в роботі другого ступеня.                                                                               |
| 18 вересня 1959 року | Венґард TV-4BU | Венґард 3 (22,7)          | Виведено супутник Венґард 3.                                                                                 |